# Truyện nàng Bạch Tuyết
Truyện nàng Bạch Tuyết (tiếng Tây Ban Nha: Leyenda de Nieve Blanca, tiếng Anh: The legend of Snow White, tiếng Nhật: 白雪姫の伝説, tiếng Ả Rập: فلة والأقزام السبعة) là một phim hoạt họa đồng thoại do Okajima Kunitoshi đạo diễn, xuất phẩm ngày 06 tháng 04 năm 1994 đến 29 tháng 03 năm 1995 đồng thời trên kênh Mondo TV tiếng Tây Ban Nha và NHK-BS2.

## Lịch sử
Truyện nàng Bạch Tuyết do đích thân tổng giám đốc Mondo TV Orlando Corradi đặt Công ty Tatsunoko (Nhật Bản) chế tác, công ty Kharisma StarVision (Indonesia) gia công. Phần nội dung lấy cảm hứng từ tác phẩm năm 1812 của anh em Grimm, tuy nhiên tạo hình các nhân vật chính lại phỏng theo bản phim 1937 của hãng Walt Disney.

## Nội dung
Ở lâu đài Thung Lũng Ngọc Lục Bảo có vương hậu Isabelle mơ tưởng sinh được nàng công chúa da trắng như tuyết, tóc đen như mun và môi đỏ như hoa hồng. Cầu được ước thấy, vua Conrad và bà hậu Isabelle đặt nàng là Bạch Tuyết (Snow White). Lần sinh thần thứ tư, quốc vương và vương hậu tặng cho nàng một con chó, một con mèo và một con bồ câu.
Không lâu sau, bà hậu Isabelle lâm trọng bệnh mà thác. Quốc vương đành tục huyền với phu nhân Pha Lê (Chrystal). Bà này vô cùng ích kỉ, độc ác và đầy tham vọng, nhưng hơn hết, còn nhất mực đam mê tà thuật hắc ám. Bà thường tìm cớ hành hạ Bạch Tuyết mỗi khi quốc vương phải đi xa, chỉ vì nàng được gương thần phán rằng đẹp hơn vương hậu. Trong những ngày buồn bã chỉ biết chơi với thú cưng, Bạch Tuyết kết thân với vương tử Richard xứ Albertville, hai người tỏ ra quyến luyến chẳng rời. Quốc vương cũng có ý chờ đến ngày Bạch Tuyết lớn thêm thì gả cho.
Nỗi lo ngày một lớn dần, một hôm, vương hậu phái kẻ tâm phúc Samson dụ Bạch Tuyết vào rừng sâu toan giết rồi móc lấy tim về. Vô tình có con gấu đen xông ra định xơi tái Bạch Tuyết, lòng nhân ái trong Samson nổi lên, y bèn cứu nàng và kể hết sự tình. Samson khuyên Bạch Tuyết trốn đi thật xa, còn y bỏ lính về làm thợ săn, nhưng hẹn còn gặp lại Bạch Tuyết chừng nào nàng có bất trắc.
Bạch Tuyết cứ thế mà chạy, rồi tìm được căn nhà của bảy chú lùn, kết thân với họ. Từ đấy, Bạch Tuyết sống cùng bảy chú lùn, liên tiếp đón nhận những rắc rối hiểm nguy mà bà hậu độc ác đem tới. Trong khi đó, vì nhớ Bạch Tuyết, vương tử Richard bèn cất công đi tìm.

### Nhân vật
- Vua Conrad
- Vương hậu Isabelle
- Molly
- Bạch Tuyết
- Vương hậu Pha Lê
- Speck - thần gương
- Vương tử Richard
- Samson
- Boss
- Gourmet
- Woody
- Goldy
- Chamomile
- Vet
- Jolly
- Poppy
- Gobby
- Memole
- Mylfee
- Mylarka
- Jack

### Tập phim
1. Công chúa chào đời
2. Bà mẹ kế
3. Vương tử Richard
4. Ngày chia xa
5. Trái tim công chúa
6. Bảy chú lùn
7. Gia đình mới
8. Đóa hoa thần
9. Bên nhau dưới trời sao
10. Thư của Richard
11. Mạo hiểm ở lâu đài
12. Mạo hiểm lần nữa
13. Con quỷ xanh
14. Cuốn sách cuộc đời
15. Bảy sắc cầu vồng
16. Đàn bướm
17. Con thỏ trắng
18. Ở xứ băng giá
19. Bạn mới
20. "Proof"
21. "The Initiatory Journey"
22. Quả trứng lạ
23. Ngọn núi huyền hoặc
24. "The Small Pixie"
25. "Voices from the Past"
26. Ái tình vĩnh cửu
27. Bất ngờ lí thú
28. "An Adorable Girl"
29. "A Mocking Boy"
30. "In Search of the Flower of Hope"
31. Quà của Mary
32. "Snow White's Awakening"
33. Màn sương ma quái
34. "When the Evil genie is at large"
35. "The Pendant of Love"
36. Phép lạ
37. "The Departure"
38. "An Unexpected Encounter"
39. Mùa xuân hi vọng
40. "The Queen's Summoning"
41. "The Bouquet of Flowers"
42. "A World of Illusions"
43. Giọt lệ công chúa
44. Vương tử dũng cảm
45. "Prayer to the Moon"
46. Bí mật gương thần
47. Jonas ảo thuật gia
48. "The Force of Earth"
49. Ở vương quốc đá
50. Trái táo độc
51. Chim ưng xanh
52. Nụ hôn

## Kĩ thuật
Phim được thực hiện giai đoạn 1992-4 tại Tokyo và Jakarta.

### Sản xuất
The series uses two pieces of theme music: one opening theme, "Heart no mori e tsuretette" by Miki Sakai with Red Dolphins, and one ending theme, "Folk Dance" (フォークダンス Foku Dansu) by Mebae Miyahara. The original score was written by video game composer Hiroki Kikuta. In Soap Opera Legenda Putri Salju Aired Spacetoon Is Company By Kharisma Starvision Plus.

### Diễn xuất
- Donatella Fanfani... Bạch Tuyết
- Stefano Albertini... Samson
- Dan Green... Richard
- Lisa Ortiz... Nàng tiên Hoa
- Rosalba Bongiovanni
- Sante Calogero
- Roberta Gallina Laurenti
- Candida Gubbins
- Ian Keith
- Riccardo Mantani
- Orlando Mezzabotta
- Grazia Migneco
- Stuart Milligan
- Jo Monro

## Hậu trường
Truyện nàng Bạch Tuyết công chiếu giai đoạn 1994-5 đồng thời tại các quốc gia sở hữu bản quyền Ý, Nhật Bản và Indonesia sau đó phát hành VHS đại trà. Mặc dù có tình tiết huyền ảo trái lề luật Hồi giáo, nhưng phim vẫn được cấp phép cho kênh Spacetoon lồng tiếng công chiếu rộng rãi trong thế giới Arab.
Tại Việt Nam, phiên bản rút gọn bản tiếng Tây Ban Nha của Mondo TV được kênh VTV1 giới thiệu trong chương trình Những bông hoa nhỏ (19:00) mùa hè năm 1996 dưới nhan đề Nàng Bạch Tuyết qua giọng thuyết minh Lan Nhi, các tình tiết huyền ảo phải lược bỏ vì thiếu phí bản quyền. Mãi đến đầu thập niên 2000, kênh VTV3 mới trực tiếp mua bản quyền đầy đủ của nhà chế tác Tatsunoko để phát bản tiếng Nhật trong chương trình Góc thiếu nhi (17:00) năm 1998.